# Ophrida parva
Ophrida parva es una especie de insecto coleóptero de la familia Chrysomelidae. Fue descrita en 1980 por Chen & Wang.